# Aswan International Airport
Aswan International Airport (engelska: Daraw Airport, arabiska: مطار أسوان الدولي) är en flygplats i Egypten.   Den ligger i guvernementet Assuan, i den sydöstra delen av landet, 700 km söder om huvudstaden Kairo. Aswan International Airport ligger 201 meter över havet.
Terrängen runt Aswan International Airport är huvudsakligen platt. Aswan International Airport ligger uppe på en höjd.  Trakten runt Aswan International Airport är nära nog obefolkad, med mindre än två invånare per kvadratkilometer. Närmaste större samhälle är Assuan, 16,2 km nordost om Aswan International Airport. Trakten runt Aswan International Airport är ofruktbar med lite eller ingen växtlighet.